# Johann Rudolf Amsler
Johann Rudolf Amsler (* 8. November 1853 in Meilen (heimatberechtigt ebenda); † 30. Oktober 1917 ebenda) war ein Schweizer Politiker, Dichter und Maler. Von 1899 bis zu seinem Tod gehörte er dem Nationalrat an.

## Biografie
Johann Rudolf Amslers gleichnamiger Vater war Müller der «Obermühle», Bäcker und Sägereibesitzer. Die Mutter Josephina Durrer stammte aus Beckenried. Amsler selbst hatte zwei Geschwister. 
Mit 18 Jahren übernahm Johann Rudolf Amsler den väterlichen Betrieb und legte seinen Schwerpunkt später auf die Sägerei. Das Land wurde verpachtet. Amsler heiratete 1886 Rosa, Tochter des Statthalters Heinrich Wunderli. Sein Schwiegervater war ein vermögender Landwirt in Meilen. Das Paar hatte vier Kinder. Das Erbe seiner Frau verhalf ihm zur finanziellen Unabhängigkeit. 
Im Jahr 1883 wurde Amsler Gemeindepräsident seines Heimatortes. Das Amt hatte er bis 1901 inne. Amsler wurde 1896 in den Grossen Rat des Kantons Zürich gewählt, drei Jahre später folgte er Hans Wunderly-von Muralt in den Nationalrat (Zürich-Süd) und Erziehungsrat. Diese Ämter übte er bis zu seinem Tod im Jahr 1917 aus. Im Jahr 1908 war er Präsident des Grossen Rats. Amsler wurde am 28. Oktober 1917 mit der besten Stimmenzahl des Wahlkreises wieder in den Nationalrat gewählt. Zwei Tage später starb er auf einem Spaziergang. Sein Nachfolger im Nationalrat wurde der Buchdrucker Hans Conzett.
Als Politiker setzte sich Amsler jahrzehntelang für die Eisenbahn am rechten Ufer des Zürichsees ein. Zwischen der Stadt Zürich und dem Land war er vermittelnd tätig. Bei den der Freisinnigen des Kantons war er Vorstandsmitglied.
Amsler gab Gedichte im Selbstverlag heraus und versuchte sich auch als «dilettierender Maler».

## Fussnoten
1. 1 2 3  Ein Mann der Tat. Vor hundert Jahren starb der Politiker, Maler und Dichter Johann Rudolf Amsler. 2017.
2. 1 2 3  Silvia Scherz: Johann Rudolf Amsler. In. Historisches Lexikon der Schweiz. (Stand 1998, abgerufen am 22. Februar 2021)
3. ↑  Amsler, Johann Rudolf. In: Sikart. (abgerufen am 22. Februar 2021)

| Personendaten    | Personendaten                                       |
| ---------------- | --------------------------------------------------- |
| NAME             | Amsler, Johann Rudolf                               |
| ALTERNATIVNAMEN  | Amsler-Wunderli, Johann Rudolf (vollständiger Name) |
| KURZBESCHREIBUNG | Schweizer Politiker                                 |
| GEBURTSDATUM     | 8. November 1853                                    |
| GEBURTSORT       | Meilen                                              |
| STERBEDATUM      | 30. Oktober 1917                                    |
| STERBEORT        | Meilen                                              |